# Tschern (Tula)
Tschern (russisch Чернь) ist eine Siedlung städtischen Typs und ehemalige Stadt in der Oblast Tula in Russland mit 6405 Einwohnern (Stand 14. Oktober 2010).

## Geographie

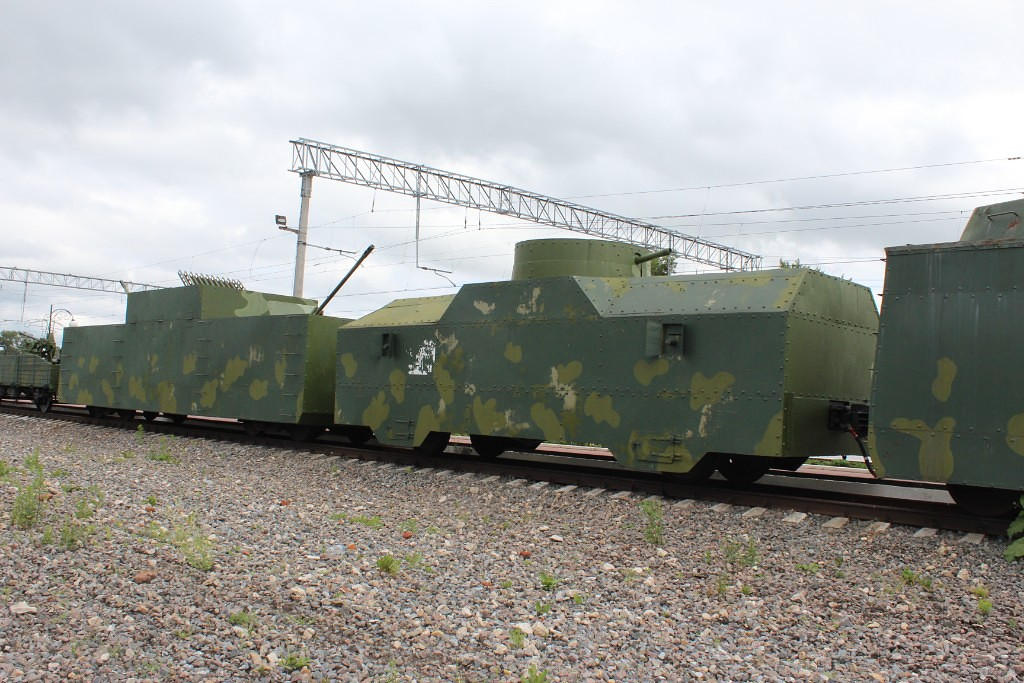
Als Denkmal in Tschern ausgestellter rekonstruierter Panzerzug aus dem Zweiten Weltkrieg

Der Ort liegt knapp 100 km Luftlinie südwestlich des Oblastverwaltungszentrums Tula am rechten Suscha-Nebenfluss Tschern.
Tschern ist Verwaltungszentrum des Rajons Tschernski sowie Sitz und einzige Ortschaft der Stadtgemeinde (gorodskoje posselenije) Rabotschi possjolok Tschern.

## Geschichte
Der Ort wurde 1566 erstmals urkundlich im Testament des Feldherren Michail Worotynski erwähnt. 1632 wurde er bereits als Festung und Stadt im Verlauf der Belgoroder Verhaulinie bezeichnet. 1777 wurde Tschern Verwaltungssitz eines Ujesds der Statthalterschaft Tula, verlor diese Funktion vorübergehend 1796, war dann ab 1802 wieder Sitz eines Ujesds des Gouvernements Tula.
Nach der Umwandlung des Ujesds in einen gleichnamigen Rajon am 15. Juli 1924 blieb Tschern Verwaltungssitz, verlor aber 1926 die Stadtrechte und wurde Dorf. Im Zweiten Weltkrieg wurde Tschern am 25. Oktober 1941 von der Division Großdeutschland der Wehrmacht während ihres Vormarsches Richtung Tula eingenommen, aber bereits am 25. Dezember 1941 bei der Gegenoffensive an der Südflanke der Schlacht um Moskau von der Roten Armee zurückerobert.
1971 erhielt der Ort den Status einer Siedlung städtischen Typs.

### Bevölkerungsentwicklung
| Jahr | Einwohner |
| ---- | --------- |
| 1897 | 3660      |
| 1939 | 2975      |
| 1959 | 1821      |
| 1970 | 2899      |
| 1979 | 4992      |
| 1989 | 6184      |
| 2002 | 6883      |
| 2010 | 6405      |

Anmerkung: Volkszählungsdaten

## Verkehr
Tschern besitzt einen Bahnhof bei Kilometer 308 der auf diesem Abschnitt 1868 eröffneten und seit 1959 elektrifizierten Eisenbahnstrecke Moskau – Kursk – Belgorod – Charkiw (Ukraine).
Durch die Siedlung verläuft die föderale Fernstraße M2 Moskau – Belgorod – ukrainische Grenze Richtung Charkiw (zugleich Europastraße 95). In nordwestlicher Richtung zweigt die Regionalstraße 70K-028 nach Beljow. in ostsüdöstlicher Richtung die 70K-165 nach Medwedki bei Jefremow.